# Varese Football Club 1965-1966
Questa voce raccoglie le informazioni riguardanti il Varese Football Club 1910 nelle competizioni ufficiali della stagione 1965-1966.

## Stagione
Nella stagione 1965-1966 il Varese disputa il campionato di Serie A, con 15 punti in classifica si piazza all'ultimo posto e retrocede in Serie B con il Catania e la Sampdoria. Lo scudetto tricolore è stato vinto dall'Inter con 50 punti, davanti al Bologna secondo con 46 punti. In Coppa Italia il Varese ha superato il Lecco al primo turno, il Livorno nel secondo turno, mentre è stato eliminato dal L.R. Vicenza nel terzo turno.

## Organigramma societario
Area direttiva
- Presidente onorario: Giovanni Borghi
- Presidente: Luciano Filiberti
- Direttore tecnico: Antonio Busini

Area tecnica
- Allenatore: Mario Gambazza & Giulio Cappelli (D.T.) (1ª-4ª)
Mario Gambazza (5ª-8ª)
Pietro Magni (9ª-25ª)
Piero Trapanelli (26ª-34ª)

Area sanitaria
- Medico sociale: Dott. Gianfranco Salini
- Massaggiatore: Giuseppe Chiaravalli

## Rosa
| N. |                   | Ruolo | Calciatore          |
| -- | ----------------- | ----- | ------------------- |
|    | Italia (bandiera) | P     | Antonio Lonardi     |
|    | Italia (bandiera) | P     | Mario Da Pozzo      |
|    | Italia (bandiera) | P     | Enzo Molteni        |
|    | Italia (bandiera) | P     | Rosario Di Vincenzo |
|    | Italia (bandiera) | P     | Enzo Cainero        |
|    | Italia (bandiera) | D     | Giuseppe Fusi       |
|    | Italia (bandiera) | D     | Ernesto Marcolini   |
|    | Italia (bandiera) | D     | Pietro Maroso       |
|    | Italia (bandiera) | D     | Franco Magnaghi     |
|    | Italia (bandiera) | D     | Renato Mattarucchi  |
|    | Italia (bandiera) | D     | Riccardo Sogliano   |
|    | Italia (bandiera) | C     | Carlo Soldo         |
|    | Italia (bandiera) | C     | Giancarlo Beltrami  |
|    | Italia (bandiera) | C     | Guglielmo Burelli   |
|    | Italia (bandiera) | C     | Bruno Gioia         |

| N. |                    | Ruolo | Calciatore         |
| -- | ------------------ | ----- | ------------------ |
|    | Italia (bandiera)  | C     | Luigi Ossola       |
|    | Italia (bandiera)  | C     | Alessandro Vitali  |
|    | Italia (bandiera)  | C     | Piero Cucchi       |
|    | Svezia (bandiera)  | C     | Kurt Andersson     |
|    | Italia (bandiera)  | C     | Ivo Vetrano        |
|    | Italia (bandiera)  | C     | Sandro Dentoni     |
|    | Italia (bandiera)  | C     | Giuseppe Viganò    |
|    | Italia (bandiera)  | A     | Roberto Boninsegna |
|    | Italia (bandiera)  | A     | Tiziano Stevan     |
|    | Italia (bandiera)  | A     | Romano Bagatti     |
|    | Italia (bandiera)  | A     | Angelo Volpato     |
|    | Francia (bandiera) | A     | Nestor Combin      |
|    | Italia (bandiera)  | A     | Paolo Ferrario     |
|    | Italia (bandiera)  | A     | Aldo Strada        |
|    | Italia (bandiera)  | A     | Mario Garri        |

## Risultati

### Serie A

#### Girone di andata
| Arbitro: | Bernardis (Trieste) |

|                                                            |           |                        |
| Corso 3’ (rig.) Gori 12’ Domenghini 21’ Facchetti 39’, 49’ | Marcatori | 45’ Bagatti 87’ Combin |

| Arbitro: | Lo Bello (Siracusa) |

|                |           |                                                   |
| Boninsegna 72’ | Marcatori | 12’ Vastola 33’ Nielsen 59’ Bulgarelli 85’ Haller |

| Arbitro: | De Robbio (Torre Annunziata) |

|                         |           |                |
| D'Amato 37’ Ciccolo 41’ | Marcatori | 76’ Boninsegna |

| Varese 26 settembre 1965 4ª giornata | Varese            | 0 – 0 | Juventus | Stadio Franco Ossola\| Arbitro: \| D'Agostini (Roma) \| |
| Arbitro:                             | D'Agostini (Roma) |       |          |                                                         |

| Arbitro: | Angonese (Mestre) |

|           |           |                           |
| Gioia 29’ | Marcatori | 49’ Longoni 86’, 89’ Riva |

| Arbitro: | De Marchi (Pordenone) |

|                               |           |  |
| Poletti 35’ (rig.) Meroni 82’ | Marcatori |  |

| Arbitro: | Vitullo (Roma) |

|                 |           |  |
| Muzzio 77’, 87’ | Marcatori |  |

| Arbitro: | Gonella (Torino) |

|  |           |                       |
|  | Marcatori | 46’, 84’ Luís Vinício |

| Arbitro: | De Robbio (Torre Annunziata) |

|                       |           |            |
| Sormani 24’, 71’, 39’ | Marcatori | 87’ Maroso |

| Arbitro: | Varazzani (Parma) |

|  |           |                            |
|  | Marcatori | 32’ Mereghetti 82’ Pesenti |

| Arbitro: | Sbardella (Roma) |

|                       |           |  |
| Salvi 30’ Novelli 42’ | Marcatori |  |

| Arbitro: | Di Tonno (Lecce) |

|                         |           |                         |
| Altafini 78’ Sívori 82’ | Marcatori | 66’ Gioia 85’ Andersson |

| Arbitro: | Righetti (Torino) |

|                |           |                        |
| Boninsegna 76’ | Marcatori | 4’ (rig.), 88’ Petroni |

| Foggia 26 dicembre 1965 14ª giornata | Foggia & Incedit   | 0 – 0 | Varese | Stadio Pino Zaccheria\| Arbitro: \| Marengo (Chiavari) \| |
| Arbitro:                             | Marengo (Chiavari) |       |        |                                                           |

| Arbitro: | Francescon (Padova) |

|             |           |             |
| Bagatti 66’ | Marcatori | 60’ Morrone |

| Arbitro: | Carminati (Milano) |

|                         |           |                        |
| Robotti 52’ Bianchi 61’ | Marcatori | 17’ Combin 67’ Bagatti |

| Varese 16 gennaio 1966 17ª giornata | Varese           | 0 – 0 | Roma | Stadio Franco Ossola\| Arbitro: \| Politano (Cuneo) \| |
| Arbitro:                            | Politano (Cuneo) |       |      |                                                        |

#### Girone di ritorno
| Arbitro: | Bernardis (Trieste) |

|              |           |                                      |
| Ferrario 75’ | Marcatori | 30’ Cappellini 54’ Corso 59’ Mazzola |

| Arbitro: | Politano (Cuneo) |

|                                              |           |             |
| Pascutti 38’ Nielsen 67’ Magnaghi 85’ (aut.) | Marcatori | 76’ Bagatti |

| Arbitro: | Francescon (Padova) |

|            |           |          |
| Ossola 70’ | Marcatori | 11’ Mari |

| Arbitro: | Marengo (Chiavari) |

|                                       |           |                |
| Bercellino II 46’, 90’ Menichelli 76’ | Marcatori | 65’ Boninsegna |

| Arbitro: | Acernese (Roma) |

|           |           |              |
| Rizzo 78’ | Marcatori | 65’ Magnaghi |

| Arbitro: | Bernardis (Trieste) |

|                               |           |                    |
| Ossola 30’ (rig.) Volpato 90’ | Marcatori | 46’ (rig.) Poletti |

| Arbitro: | Vitullo (Roma) |

|            |           |                 |
| Ossola 43’ | Marcatori | 83’ Bertuccioli |

| Arbitro: | Piantoni (Terni) |

|                  |           |  |
| Luís Vinício 76’ | Marcatori |  |

| Varese 27 marzo 1966 26ª giornata | Varese           | 0 – 0 | Milan | Stadio Franco Ossola\| Arbitro: \| Di Tonno (Lecce) \| |
| Arbitro:                          | Di Tonno (Lecce) |       |       |                                                        |

| Arbitro: | Marengo (Chiavari) |

|          |           |  |
| Nova 77’ | Marcatori |  |

| Arbitro: | Palazzo (Palermo) |

|                |           |                |
| Boninsegna 68’ | Marcatori | 69’, 85’ Salvi |

| Arbitro: | Varazzani (Parma) |

|  |           |                      |
|  | Marcatori | 66’ Girardo 78’ Cané |

| Arbitro: | Acernese (Roma) |

|                           |           |  |
| Facchin 22’, 42’ Magi 87’ | Marcatori |  |

| Varese 1º maggio 1966 31ª giornata | Varese                | 0 – 0 | Foggia & Incedit | Stadio Franco Ossola\| Arbitro: \| De Marchi (Pordenone) \| |
| Arbitro:                           | De Marchi (Pordenone) |       |                  |                                                             |

| Arbitro: | Bigi (Padova) |

|                                        |           |  |
| De Sisti 41’, 44’ Merlo 46’ Hamrin 87’ | Marcatori |  |

| Arbitro: | Barolo (Bassano del Grappa) |

|                        |           |  |
| Ossola 58’ Bagatti 62’ | Marcatori |  |

| Arbitro: | Marchiori (Padova) |

|                               |           |  |
| Soldo 12’ (aut.) Ardizzon 66’ | Marcatori |  |

### Coppa Italia
| Arbitro: | Carminati (Milano) |

|  |           |                |
|  | Marcatori | 38’ Boninsegna |

| Arbitro: | Francescon (Padova) |

|             |           |                             |
| Cairoli 38’ | Marcatori | 77’ Boninsegna 86’ Ferrario |

| Arbitro: | Roversi (Bologna) |

|                       |                      |                          |
| Strada 44’ Ossola 76’ | Marcatori            | 56’ Vinicio 60’ Rossetti |
|                       | Tiri di rigore 5 – 4 |                          |

| Arbitro: | De Marchi (Pordenone) |

|  |           |              |
|  | Marcatori | 104’ Vinicio |

## Statistiche

### Statistiche di squadra
| Competizione | Punti | In casa | In casa | In casa | In casa | In casa | In casa | In trasferta | In trasferta | In trasferta | In trasferta | In trasferta | In trasferta | Totale | Totale | Totale | Totale | Totale | Totale | DR  |
| Competizione | Punti | G       | V       | N       | P       | Gf      | Gs      | G            | V            | N            | P            | Gf           | Gs           | G      | V      | N      | P      | Gf     | Gs     | DR  |
| ------------ | ----- | ------- | ------- | ------- | ------- | ------- | ------- | ------------ | ------------ | ------------ | ------------ | ------------ | ------------ | ------ | ------ | ------ | ------ | ------ | ------ | --- |
| Serie A      | 15    | 17      | 2       | 7       | 8       | 12      | 24      | 17           | 0            | 4            | 13           | 11           | 38           | 34     | 2      | 11     | 21     | 23     | 62     | -39 |
| Coppa Italia | -     | 2       | 1       | 0       | 1       | 2       | 2       | 1            | 1            | 0            | 0            | 1            | 0            | 3      | 2      | 0      | 1      | 3      | 2      | +1  |
| Totale       | -     | 19      | 3       | 7       | 9       | 14      | 26      | 18           | 1            | 4            | 13           | 12           | 38           | 37     | 4      | 11     | 22     | 26     | 64     | -38 |

### Statistiche dei giocatori
| Giocatore      | Serie A  | Serie A | Coppa Italia | Coppa Italia | Totale   | Totale |
| Giocatore      | Presenze | Reti    | Presenze     | Reti         | Presenze | Reti   |
| -------------- | -------- | ------- | ------------ | ------------ | -------- | ------ |
| K. Andersson   | 22       | 1       | ?            | ?            | 22+      | 1+     |
| R. Bagatti     | 24       | 5       | ?            | ?            | 24+      | 5+     |
| G. Beltrami    | 18       | 0       | ?            | ?            | 18+      | 0+     |
| R. Boninsegna  | 28       | 5       | ?            | ?            | 28+      | 5+     |
| G. Burelli     | 5        | 0       | ?            | ?            | 5+       | 0+     |
| E. Cainero     | 8        | 0       | ?            | ?            | 8+       | 0+     |
| N. Combin      | 16       | 2       | ?            | ?            | 16+      | 2+     |
| P. Cucchi      | 6        | 0       | ?            | ?            | 6+       | 0+     |
| M. Da Pozzo    | 15       | ?       | ?            | ?            | 15+      | ?      |
| Dentoni        | 2        | 0       | ?            | ?            | 2+       | 0+     |
| R. Di Vincenzo | 5        | ?       | ?            | ?            | 5+       | ?      |
| P. Ferrario    | 8        | 1       | ?            | ?            | 8+       | 1+     |
| G. Fusi        | 1        | 0       | ?            | ?            | 1+       | 0+     |
| M. Garri       | 1        | 0       | ?            | ?            | 1+       | 0+     |
| B. Gioia       | 31       | 2       | ?            | ?            | 31+      | 2+     |
| A. Lonardi     | 13       | ?       | ?            | ?            | 13+      | ?      |
| F. Magnaghi    | 24       | 1       | ?            | ?            | 24+      | 1+     |
| E. Marcolini   | 17       | 0       | ?            | ?            | 17+      | 0+     |
| P. Maroso      | 33       | 1       | ?            | ?            | 33+      | 1+     |
| R. Mattarucchi | 2        | 0       | ?            | ?            | 2+       | 0+     |
| E. Molteni     | 3        | ?       | ?            | ?            | 3+       | ?      |
| L. Ossola      | 29       | 4       | ?            | ?            | 29+      | 4+     |
| R. Sogliano    | 6        | 0       | ?            | ?            | 6+       | 0+     |
| C. Soldo       | 26       | 0       | ?            | ?            | 26+      | 0+     |
| T. Stevan      | 4        | 0       | ?            | ?            | 4+       | 0+     |
| A. Strada      | 8        | 0       | ?            | ?            | 8+       | 0+     |
| I. Vetrano     | 3        | 0       | ?            | ?            | 3+       | 0+     |
| Viganò         | 2        | 0       | ?            | ?            | 2+       | 0+     |
| A. Vitali      | 3        | 0       | ?            | ?            | 3+       | 0+     |
| A. Volpato     | 18       | 1       | ?            | ?            | 18+      | 1+     |